# GOLauncher 2

Impressão artística do foguete GOLauncher 2 sendo transportado por um avião

O GOLauncher 2 é um pequeno sistema de lançamento orbital composto por dois estágios em desenvolvimento pela Generation Orbit Launch Services. O veículo será lançado em órbita através da combinação de um jato executivo com estágios de foguetes descartáveis. O mesmo vai ser capaz de lançar uma carga útil de até 45 kg a uma órbita terrestre baixa de até 740 quilômetros. O GOLauncher 2 passou com sucesso no teste dos sistemas de revisão em janeiro de 2014, permitindo a GO a continuar com a próxima fase de seu desenvolvimento. O primeiro voo do foguete está programado para ocorrer em 2016.
A agência espacial estadunidense, a NASA, assinou um contrato em outubro de 2013 com a Generation Orbit para o lançamento de três CubeSats 3U em 2016.

## Características
O veículo será baseado em motores de foguete híbridos, usando uma combinação de combustível de parafina e oxigênio líquido. Os motores estão em desenvolvimento pela SPG (Space Propulsion Group).